# Вигнанув (Люблінське воєводство)
Вигнанув (пол. Wygnanów) — село в Польщі, у гміні Чемерники Радинського повіту Люблінського воєводства.
Населення — 538 осіб (2011).
У 1975-1998 роках село належало до Білопідляського воєводства.

## Демографія
Демографічна структура станом на 31 березня 2011 року:
|          | Загалом | Допрацездатний вік | Працездатний вік | Постпрацездатний вік |
| -------- | ------- | ------------------ | ---------------- | -------------------- |
| Чоловіки | 273     | 62                 | 177              | 34                   |
| Жінки    | 265     | 48                 | 150              | 67                   |
| Разом    | 538     | 110                | 327              | 101                  |